# Lycaenesthes
Lycaenesthes is een geslacht van vlinders van de familie Lycaenidae, uit de onderfamilie Polyommatinae.

## Soorten
- L. aethiops Distant, 1886
- L. aruana Butler, 1899
- L. bengalensis Moore, 1865
- L. moultoni (Chapman, 1911)
- L. yukona (Holland, 1900)
- L. zera (Fawcett, 1904)